# Квириа
Квириа (груз. კვირია) — божество грузинской мифологии. Ему был посвящён праздник ранней весны, включавший в себя восемь отдельных ритуалов. Во время праздника святилище украшали зелёными ветвями, возле построенной из снега башни проводились соревнования между деревнями, пели гимны и устраивали представления, благодаря божество за спасение от стихии. Ему также молились во время засухи или приближения бури.
Культ Квириа стал одной из основ возникновения грузинского народного театра масок — Берикаоба.